# Phaetusa simplex
El atí, gaviotín atí, charrán picogrueso  o gaviotín de pico grande (Phaetusa simplex) es una especie de ave caradriforme de la familia de los estérnidos, perteneciente al género monotípico Phaetusa (anteriormente pertenecía a la familia Laridae).

## Distribución
Se encuentra en Argentina, Bolivia, Brasil, Colombia, Ecuador, Guayana Francesa, Guyana, Paraguay, Perú, Suriname, Trinidad y Tobago, Uruguay y Venezuela. Se han encontrado ejemplares vagabundos en Aruba, Bermudas, Chile, Cuba, Panamá y en Estados Unidos.
Su hábitat natural son los ríos de agua dulce y lagos.